# Ozan Kabak
Ozan Muhammed Kabak (n. 25 martie 2000, Çankaya⁠(d), Ankara (il), Turcia) este un fotbalist turc, care joacă pe post de fundaș central la Hoffenheim în Bundesliga. Pe plan internațional, are prezențe la națională pentru Turcia U15⁠(d), Turcia U16⁠(d), Turcia U17⁠(d), Turcia U18⁠(d) și Turcia.

## Cariera pe echipe

### Galatasaray
Ozan a ajuns la grupele de tineret ale lui Galatasaray în 2011. El a semnat primul său contract de jucător profesionist cu Galatasaray la 1 iulie 2017. Ozan și-a făcut debutul ca fotbalist profesionist pentru Galatasaray într-o victorie de Süper Lig scor 2-0 cu Yeni Malatyaspor la 12 mai 2018.

### VfB Stuttgart
La 17 ianuarie 2019, Kabak s-a transferat la echipa VfB Stuttgart, din Bundesliga, cu care a semnat un contract până în iunie 2024. Pe 3 martie a marcat de două ori într-o victorie scor 5-1 cu Hanovra 96, dând primele sale goluri ca fotbalist profesionist. Astfel, la vârsta de 18 ani, 11 luni și 7 zile, a devenit cel mai tânăr jucător turc și cel de-al treilea cel mai tânăr jucător de la Stuttgart care a reușit să înscrie de două ori într-un singur meci din Bundesliga.

## Cariera la națională
Ozan a jucat pentru echipele de tineret ale Turciei, fiind convocat în 2019 și la naționala mare. El a fost căpitanul Turciei sub 17 ani de la Campionatul European sub 17 ani al UEFA, și a fost trecut de UEFA pe o listă cu zece jucători ce trebuie urmăriți.

## Titluri

### Club
Galatasaray
- Süper Lig: 2017-2018